# BV-5001
La BV-5001 és una carretera local de la província de Barcelona, a Catalunya, que connecta Sant Adrià de Besòs amb La Roca del Vallès. És una via destacada dins la xarxa de carreteres locals de la Diputació de Barcelona, ja que travessa municipis importants del Vallès Oriental i facilita connexions estratègiques entre zones urbanes, polígons industrials i vies principals com la C-17 i la C-60.

## Característiques principals
La BV-5001 té una longitud de 19,2 quilòmetres i transcorre de sud a nord, unint la costa amb l’interior del Vallès Oriental. És una carretera convencional amb un carril per sentit i serveix tant per a trànsit urbà com industrial.
Els seus principals trets són:
- Comença a Sant Adrià de Besòs, connectant amb vies metropolitanes de Barcelona.
- Travessa Santa Coloma de Gramenet, Montcada i Reixac, Montornès del Vallès i Vilanova del Vallès abans d’arribar a La Roca del Vallès.
- Accés directe a les carreteres C-17, que uneix Barcelona amb el nord de Catalunya, i C-60, que facilita la connexió amb el Maresme.
- Elevat volum de trànsit, especialment industrial als polígons de Montornès del Vallès i Vilanova del Vallès.[2]

## Història[calcitació]
Originalment, la BV-5001 formava part d’una xarxa de camins locals que comunicaven el Vallès Oriental amb la costa. Amb el creixement industrial al llarg del segle xx, aquesta via va guanyar importància com a ruta per al transport de mercaderies entre el Barcelonès i el Vallès Oriental.
Entre les actuacions recents destaquen:
- Ampliació i millora del ferm.
- Noves rotondes per facilitar accessos industrials.
- Millora en senyalització i enllumenat en punts crítics de trànsit intens.

## Trànsit i seguretat[calcitació]
La carretera suporta un alt volum de trànsit diari, amb una proporció significativa de transport pesant. Els punts amb major risc són:
- Accessos als polígons industrials de Montornès del Vallès i Vilanova del Vallès, amb alta circulació de camions.
- Incorporacions sense carril d’acceleració.
- Elevada sinistralitat en hores punta, especialment prop de les interseccions amb la C-17 i la C-60.

Les mesures de seguretat aplicades inclouen:
- Reducció de velocitat en trams urbans.
- Nous passos de vianants i vorals protegits per a ciclistes.
- Radars fixos i mòbils per controlar la velocitat.

## Punts d’interès[calcitació]
La BV-5001 travessa o dona accés a diversos punts rellevants:
- Parc Fluvial del Besòs, a Sant Adrià de Besòs, espai natural urbà.
- Polígons industrials de Montornès del Vallès i Vilanova del Vallès.
- La Roca Village, centre comercial amb una alta afluència de visitants.